# 국제 기념물 유적 협의회

국제 기념물 유적 협의회(영어: International Council on Monuments and Sites, 프랑스어: Conseil international des monuments et des sites, ICOMOS)는 세계의 역사적 기념물 및 유적의 보존에 관한 국제적인 비정부 조직이며, 유네스코의 기념물 및 유적 보호에 관한 자문 기관이다. 1964년 기념물 및 유적의 보존 헌장, 통칭 베네치아 헌장에 의해 설립되기로 하여, 1965년 설립되었다. 현재 108개국에 국내위원회가 있다.

## 같이 보기
- 세계유산
- 유네스코
- 세계유산 위원회